# Wirdumer Kirche

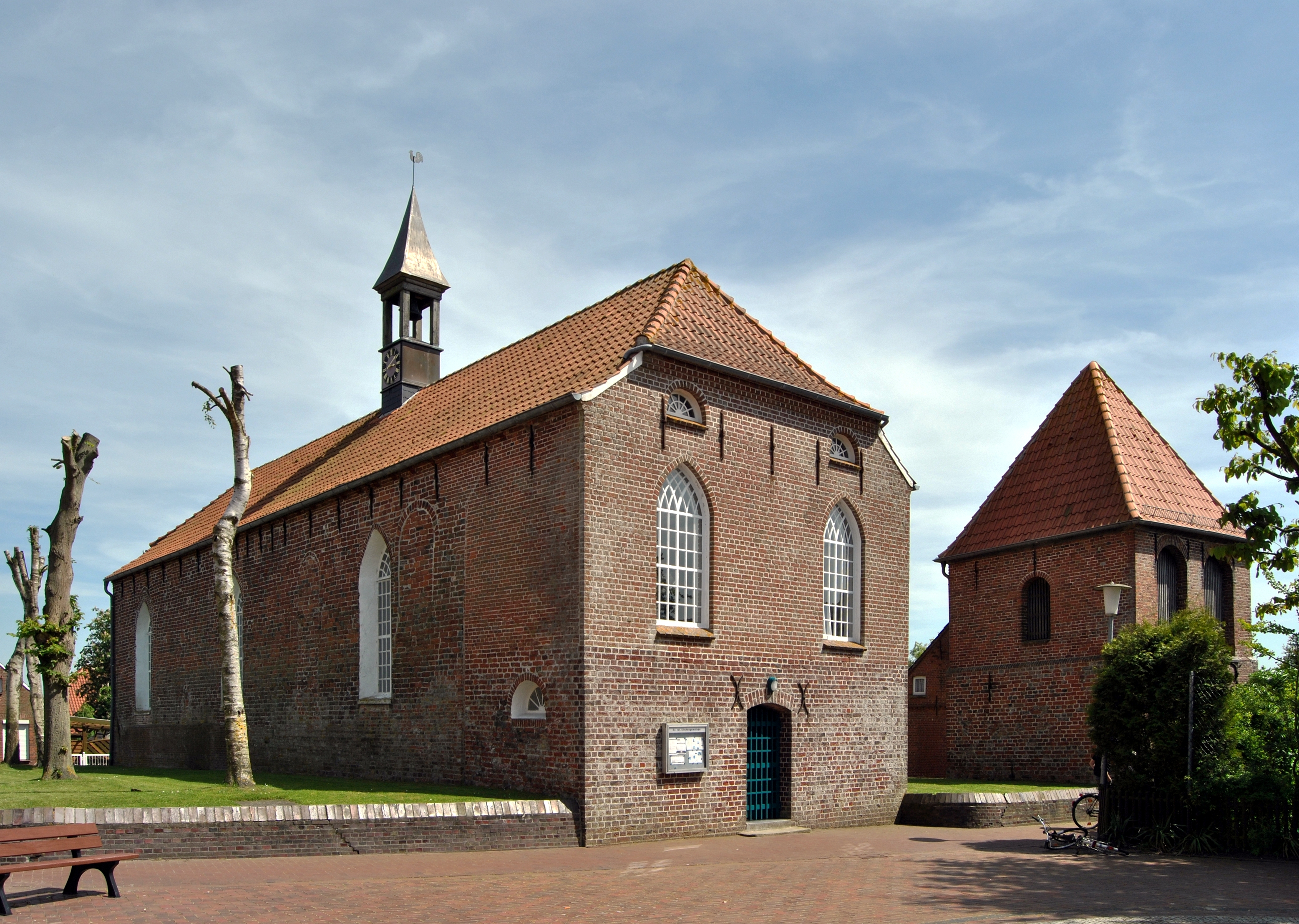
Blick von Nordwesten auf die Wirdumer Kirche Anfang Juni 2010

Die evangelisch-reformierte Wirdumer Kirche steht im ostfriesischen Wirdum (Samtgemeinde Brookmerland). Sie wurde um 1300 als Filialkirche des Klosters Aland gebaut und war ursprünglich Johannes geweiht.

## Geschichte
Wann die erste Kirche in Wirdum errichtet wurde, ist unbekannt. Das Warftendorf wurde im 8./9. Jahrhundert als „Vurtheim“ erstmals urkundlich erwähnt. Im Mittelalter gehörte Wirdum zur Propstei Uttum im Bistum Münster. Das heutige Gotteshaus wurde um 1300 von Mönchen als Filialkirche des Klosters Aland erbaut und Johannes dem Täufer geweiht. Neben Gottesdiensten diente der Kirchbau in früheren Jahrhunderten auch als Zufluchtsort bei schweren Sturmfluten.
Im Gefolge der Reformation wechselte die Gemeinde zum reformierten Bekenntnis. Nach der Reformation war die Kirche vermutlich Ort des Wirdumer Religionsgesprächs, in dem am 10. Mai 1552 Geistliche aus Norden und Emden mit der Formula Wirdumana einen Abendmahlsstreit beilegten.
Im 18. Jahrhundert wurde der Bau um etwa drei Meter verlängert. In den Jahren 1986 bis 1993 wurde der Bau grundlegend renoviert.

## Baubeschreibung
Die Wirdumer Kirche ist eine rechteckige Saalkirche im Stil der Gotik. Sie steht auf dem höchsten Punkt im Zentrum der Dorfwarft und ist wie die meisten mittelalterlichen Kirchen in West-Ost-Richtung ausgerichtet. Das Gebäude weist eine Länge von rund 25 Metern und eine Breite von 8,50 Metern auf. Im Außenmauerwerk der Kirche finden sich deutliche Spuren mehrfacher Umbaumaßnahmen. Dabei wurden einige Fenster vermauert und neue in die Wände gebrochen. An der Ostwand haben sich die ursprünglichen spitzbogigen Fenster erhalten. Der Süd- sowie der Nordeingang, durch den Männer und Frauen die Kirche getrennt betreten haben, sind heute ebenso verschlossen, wie ein vermuteter dritter Eingang an der Ostseite, durch den die katholischen Geistlichen in vorreformatorischer Zeit in das Bauwerk gelangten. Seit den Umbaumaßnahmen im 18. Jahrhundert befindet sich der Eingang an der Westseite. Bei der damaligen Verlängerung des Gebäudes entstanden der Vorraum an der Westseite und die darüber befindliche Empore.
Zu Zeiten ihrer Erbauung war das Kircheninnere nach oben wahrscheinlich mit einem steinernen Gewölbe abgeschlossen. Darauf deuten die bis in etwa vier Fünftel ihrer Höhe sehr verstärkten Seitenwände des Kirchenschiffes sowie der nach oben gebogene wulstartige Mauervorsprung hin, der sich von Norden nach Süden an der Innenseite über die ganze Breite des Ostgiebels des Chorraumes ausbreitet.
Der Glockenturm wurde, wie bei vielen historischen ostfriesischen Kirchen abseits des Kirchenschiffs errichtet, weil die Bodenverhältnisse sehr unstabil waren und einen Bau unmittelbar am Kirchenschiff nicht zuließen. Die Bronzeglocke datiert von 1581.

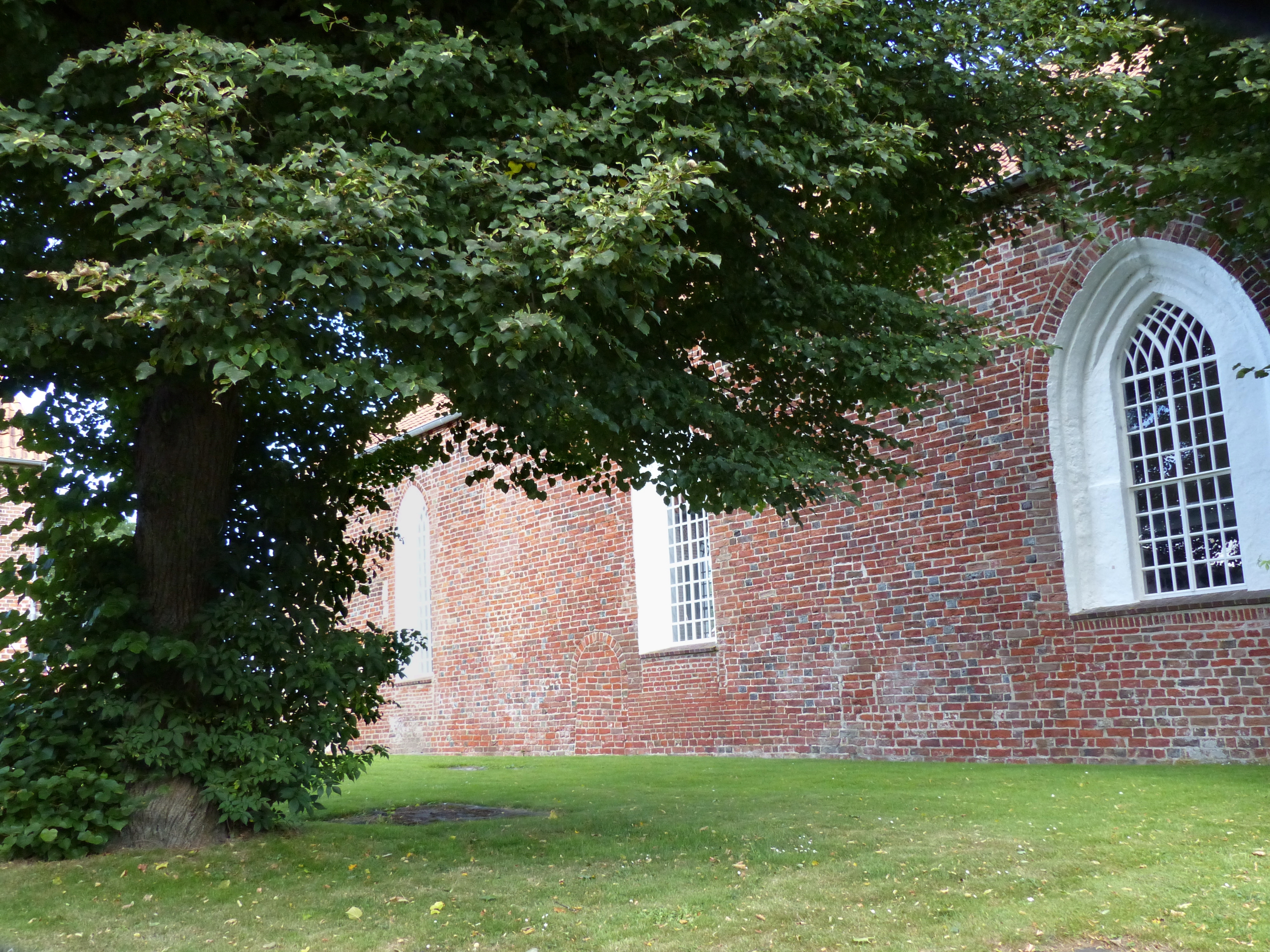
Südseite mit dem Bogen der einstigen Frauentür
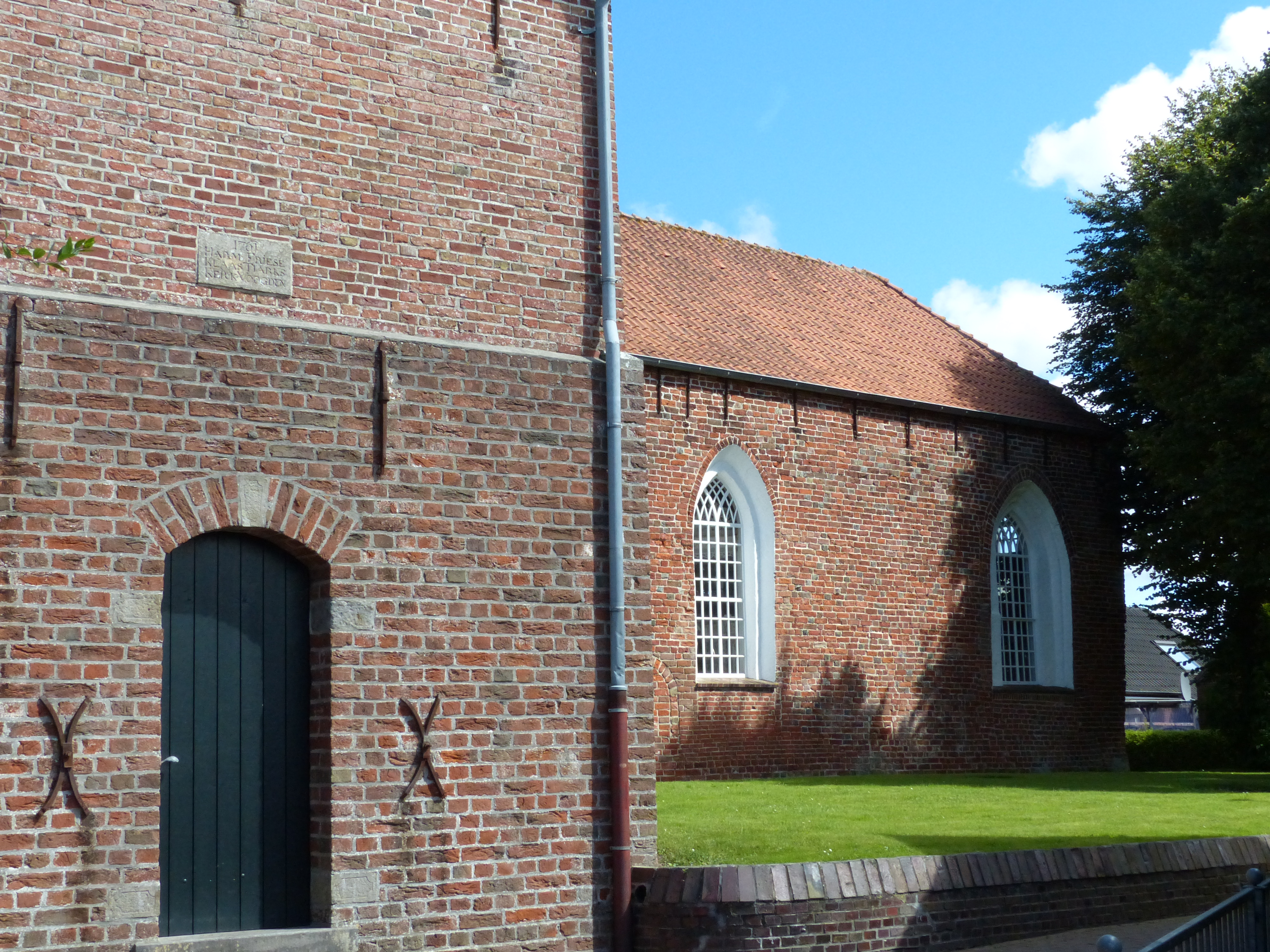
Ansicht von Süden, am Turm niederländischer Hinweis auf die KERK-VOOGDEN (Kirchenvögte) von 1761
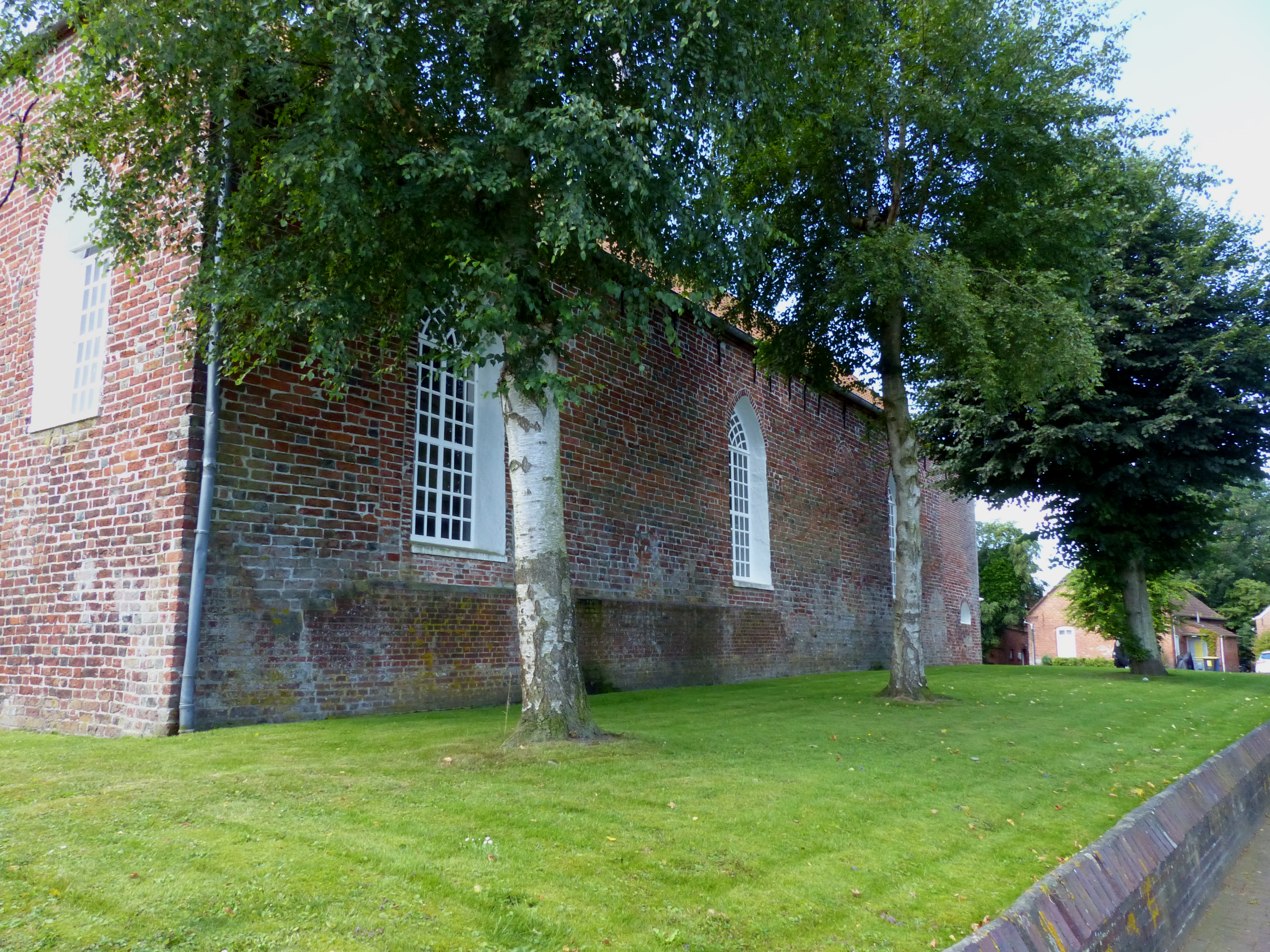
Nordseite

## Ausstattung
Der schlicht gestaltete Innenraum wird heute von einer flachen Voute-Holzdecke abgeschlossen, die im 18. Jahrhundert angebracht wurde. In diesem Zuge wurden auch die Empore im Westen (der „Alanderboden“) und der Lettner im Osten, auf dem später die Orgel aufgestellt wurde, eingebaut. Wertvollster Einrichtungsgegenstand der Kirche ist die aufwändig gearbeitete Kanzel, die Hinrich Cröpelin aus Esens im Jahr 1699 geschaffen hat. Der übergroße achteckige Schalldeckel ist mit durchbrochenem Rankenwerk und der Kanzelkorb mit sechs gedrehten Säulen, die von geflügelten Engelköpfen abgeschlossen werden, und geschnitzten Blumengehängen in den Feldern reich verziert. Ungewöhnlich ist der Laufgang, der die Kanzel zu einer sogenannten „Wanderkanzel“ macht. Mehrere aus Holz geschnitzte und in Gold gefasste Spruchbänder zieren Schalldeckel, Laufgang und Kanzelkorb.
Die prächtigen Kronleuchter gingen während des Zweiten Weltkriegs verloren und wurden durch schlichtere ersetzt. Die Inschriften auf den Vasa Sacra berichten von den Stiftern. Der silberne Abendmahlskelch stammt aus dem Jahre 1592 und wurde der Gemeinde von den damaligen Kirchvögten geschenkt. Er befindet sich heute im Ostfriesischen Landesmuseum. Ein Brotteller datiert von 1653, eine Kanne von 1807. 1854 erhielt die Gemeinde eine erste Orgel von Brond de Grave Winter, die 1969 durch einen Neubau von Johann Reil aus dem niederländischen Heerde ersetzt wurde. Das Instrument verfügt über zehn Register auf einem Manual und Pedal. Im Kanzelbereich befinden sich zwei Grabplatten früherer Pastoren aus dem 16. und 17. Jahrhundert.